# Coalición por Melilla
Coalición por Melilla (CpM) es un partido político español de izquierda cuyo ámbito de actuación es la ciudad autónoma de Melilla. Fue inscrito en el registro de partidos políticos del Ministerio del Interior el 2 de octubre de 1995 y estuvo federada con Izquierda Unida desde junio de 2008 hasta septiembre de 2013. Sus militantes y votantes pertenecen fundamentalmente a la comunidad islámica de la ciudad y cuenta con un total de 1.200 afiliados. Además tiene organización juvenil conocida como Juventudes de CpM. El presidente de CpM desde su fundación es Mustafa Aberchán y su portavoz parlamentario es Hassan Mohatar.
Coalición por Melilla surgió en 1995 como una escisión del PSOE melillense. En ese año, los dirigentes musulmanes del PSOE local, el cual concentraba la mayor parte del voto musulmán de la ciudad decidieron dejar el partido y crear una nueva formación. Con Mustafa Aberchan como líder y cabeza de lista, se presentó a las elecciones autonómicas de 1995 (las primeras tras la conversión de Ceuta y Melilla en ciudades autónomas) quedando en tercer lugar, con cinco diputados (tras el Partido Popular, con catorce, y el PSOE, con cinco, el cual, sin embargo, sufrió una caída espectacular en votos respecto a las anteriores elecciones municipales, en las que obtuvo once concejales). La inscripción formal de Coalición por Melilla como partido político tuvo lugar varios meses después de las elecciones, en octubre de 1995.
Aunque el Partido Popular obtuvo la mayoría absoluta, sufrió posteriormente una escisión, encabezada por Enrique Palacios, el Partido Independiente de Melilla. Dicha formación, en compañía del PSOE, la Unión del Pueblo Melillense y Coalición por Melilla, planteó una moción de censura, la cual, aunque impedida ilegalmente[cita requerida] por el alcalde-presidente, Ignacio Velázquez, fue finalmente tramitada en agosto de 1998, llevando a Palacios al poder. Coalición por Melilla entró en el equipo de gobierno, con Mustafa Aberchán como consejero de Medio Ambiente (1998-1999).
Un año después, en 1999 Mustafá Aberchán se convirtió en el primer presidente musulmán de una autonomía en España con tan solo 39 años de edad, con el apoyo del GIL el PIM y el PSOE, pero Aberchán tan solo estuvo un año en la presidencia de la ciudad después de haber sido derrocado por una moción de censura, apoyada por el PSOE, Unión del pueblo Melillense, el PP y el Partido Independiente de Melilla. Los cuatro partidos pactaron la moción y decidieron dar sus votos al entonces Líder de la Unión del pueblo Melillense, Juan José Imbroda (PP).
En junio de 2019 firmó un pacto con el PSOE para apoyar a Eduardo de Castro, único diputado de Ciudadanos en la Asamblea de Melilla, y desbancar así a Imbroda de la presidencia de la ciudad autónoma. El 22 de junio Eduardo de Castro tomó posesión de su cargo, acto al que Imbroda no asistió.

## Logo
En el logo aparece un apretón de manos, simbolizando la concordia, acompañado de las siglas del partido en caracteres latinos, CPM, así como "ⵝⵒⵎ" las letras equivalentes del alfabeto bereber (tifinag) que se usa para escribir el idioma rifeño, la lengua amazigh hablada en la costa norte del Magreb.

## Historia

### Elecciones generales del año 2000
En las elecciones generales de 2000, CpM, decide formar un bloque con sus entonces socios de gobierno el GIL y el Partido Independiente de Melilla para concurrir a dichas elecciones pasando a llamarse "Bloque Localista de Melilla" y con una ideología local, centrada en los problemas de Melilla. La lista electoral estaba compuesta por José María Benítez (GIL) como cabeza de lista y candidato al Congreso, seguido de Enrique Palacios (PIM) para el Senado y de Mustafá Aberchán, (CpM) también para el Senado. Finalmente con 6.514 votos no pudo entrar con ningún representante ni en el Congreso, ni en el Senado y quedó como segunda fuerza en Melilla por detrás de la coalición formada por la Unión del Pueblo Melillense y el PP.

### Elecciones a la Asamblea de Melilla 2003
En las Elecciones a la Asamblea de Melilla de 2003 CpM se convierte en la segunda fuerza más votada y consigue el mejor resultado desde su fundación con 7 representantes en la Asamblea de Melilla y un total de 7.392 votos (26,33%).

### 2005
En el año 2005 Salima Abdeslam se convirtió en la primera diputada parlamentaria en España en llevar el hiyab.

### Elecciones a la Asamblea de Melilla 2007
En Elecciones a la Asamblea de Melilla de 2007 CpM vuelve a quedar como la segunda fuerza más votado pero perdía 2 de los 7 representantes de los que a consiguió en las pasadas elecciones de 2003 y quedaba con 5 representantes empatado con el PSOE y un total de 6245 votos (21,71%).

### Elecciones generales del año 2008
En las elecciones generales de 2008 se presentó en coalición con el PSOE en Melilla, partido para el que pidió el voto también en las Elecciones generales de España de 2004. Más tarde, en 2013, abandonaría la coalición.

### Federación con Izquierda Unida
En junio de 2008 se federó con Izquierda Unida (IU) a nivel nacional después de haber concurrido en diferentes comicios como coalición. Así, CpM mantenía su soberanía en Melilla y participaba en el Consejo Político Federal de IU. Más tarde, en 2013, abandonaría la coalición tras un enfrentamiento con el coordinador general de la coalición.

### Elecciones a la Asamblea de Melilla 2011 y Elecciones generales de 2011
En las Elecciones a la Asamblea de Melilla de 2011, Izquierda Unida apoyó a Coalición por Melilla, que consiguió seis diputados en la Asamblea de Melilla y se convirtió en la segunda fuerza más votada en Melilla por detrás del PP y por delante del PSOE. En las Elecciones Generales de 2011 Coalición por Melilla pidió el voto para Izquierda Unida. En septiembre de 2013 Cayo Lara, máximo dirigente de IU, rompió el acuerdo de federación que existía entre IU y Coalición por Melilla, y refundó IU Melilla.

### Elecciones generales de 2015 y 2016
Coalición por Melilla valoró la idea de presentarse a las elecciones generales de 2015 en un bloque progresista conjunto con el PSOE y Podemos, finalmente lo descartó, no se presentó a las elecciones generales ni de 2015 ni de 2016 y pidió el voto para el PSOE en ambas elecciones.

### Elecciones a la Asamblea de Melilla y Europeas 2019
En las Elecciones a la Asamblea de Melilla de 2019, Coalición por Melilla consiguió 8 representantes en la Asamblea de Melilla y pasaron a formar parte del gobierno de la ciudad, en coalición con el PSOE, ocupando una vicepresidencia del gobierno y diferentes consejerías.
En las Elecciones al Parlamento Europeo de 2019 se presenta dentro de la candidatura Compromiso por Europa en coalición con Compromís, En Marea, Nueva Canarias, Més per Mallorca, Chunta Aragonesista, Partido Castellano-Tierra Comunera, Iniciativa del Pueblo Andaluz, Izquierda Andalucista, Verdes de Europa.

### Integración en la Red de Aliados de Más País y asociación a SUMAR
En octubre de 2022, Coalición por Melilla se incorpora a la "Red de Aliados" de Más País y en abril de 2023 Coalición por Melilla es uno de los partidos asistentes a la proclamación de Yolanda Díaz como candidata a presidencia del Gobierno por Sumar en las Elecciones Generales a celebrar en 2023, integración fruto del denominado Acuerdo del Turia, que a febrero de 2023 sumaba a los siguientes partidos:
- Más País;
- Compromís;
- Chunta Aragonesista;
- Movimiento por la Dignidad y la Ciudadanía;
- MÉS per Illes Balears (MÉS per Menorca, MÉS per Mallorca, Ara Eivissa  y Ara Formentera);
- Verdes Equo;
- Coalición por Melilla (CpM);
- Proyecto Drago;

Sin embargo, como consecuencia del caso de sospechas de fraude electoral y soborno, los partidos del Acuerdo del Turia expulsaron a Coalición por Melilla el 23 de mayo de 2023"de forma preventiva".

### Sospecha de fraude electoral, soborno y robo en las Elecciones Autonómicas de 2023
Investigaciones policiales apuntan a Coalición por Melilla como principal partido implicado en una investigación sobre una trama de fraude electoral, soborno y robo en el voto por correo en el ámbito de las elecciones autonómicas de España de 2023, a celebrar el domingo 28 de mayo de 2023. La investigación se inició cuando el número de solicitudes de voto por correo superó en más de 9 veces la media nacional, afectando a cerca del 18% del total del censo electoral de la ciudad autónoma de Melilla.
A raíz de esto fue expulsado de Unidas Podemos Melilla, Sumar (coalición) y Acuerdo del Turia en mayo de 2023.
En elecciones de Melilla 2023 fue en solitario.
En Elecciones generales de España de 2023 fue en solitario.
En Elecciones al Parlamento Europeo de 2024 (España) no participó.

## Resultados electorales
| Elección | Candidato        | Votos       | Porcentaje | Representantes | +/- | Resultado             |
| 1995     | Mustafá Aberchán | 4.072 (#3)  | 15,47 %    | 4/25           |     | Oposición             |
| 1999     | Mustafá Aberchán | 5.833 (#2)  | 20,44 %    | 5/25           | 1   | Coalición (1999-2000) |
| 1999     | Mustafá Aberchán | 5.833 (#2)  | 20,44 %    | 5/25           | 1   | Oposición (2000-2003) |
| 2003     | Mustafá Aberchán | 7.392 (#2)  | 26,33 %    | 7/25           | 2   | Oposición             |
| 2007     | Mustafá Aberchán | 6.245 (#2)  | 22,01 %    | 5/25           | 2   | Oposición             |
| 2011     | Mustafá Aberchán | 7.394 (#2)  | 23,66 %    | 6/25           | 1   | Oposición             |
| 2015     | Mustafá Aberchán | 8.445 (#2)  | 26,47 %    | 7/25           | 1   | Oposición             |
| 2019     | Mustafá Aberchán | 10.472 (#2) | 30,62 %    | 8/25           | 1   | Coalición             |
| 2023     | Dunia Almansouri | 5.557 (#2)  | 18,81 %    | 5/25           | 3   | Oposición             |

| Elección  | Votos | Porcentaje | Representantes | Puesto |
| Abr. 2019 | 6.857 | 20,32 %    | 0/1            | 3.º    |
| Nov. 2019 | 8.927 | 29,01 %    | 0/1            | 2.º    |
| Jul. 2023 | 1.279 | 4,7 %      | 0/1            | 4.º    |